# Cryptocephalus guttulatellus
Cryptocephalus guttulatellus är en skalbaggsart som beskrevs av Schaeffer 1920. Cryptocephalus guttulatellus ingår i släktet Cryptocephalus och familjen bladbaggar. Inga underarter finns listade i Catalogue of Life.